# Брушево
Брушево (пол. Bruszewo) — село в Польщі, у гміні Соколи Високомазовецького повіту Підляського воєводства.
Населення — 337 осіб (2011).
У 1975-1998 роках село належало до Ломжинського воєводства.

## Демографія
Демографічна структура станом на 31 березня 2011 року:
|          | Загалом | Допрацездатний вік | Працездатний вік | Постпрацездатний вік |
| -------- | ------- | ------------------ | ---------------- | -------------------- |
| Чоловіки | 171     | 38                 | 114              | 19                   |
| Жінки    | 166     | 26                 | 98               | 42                   |
| Разом    | 337     | 64                 | 212              | 61                   |